# Pizza ao estilo de Chicago
Pizza ao estilo de Chicago é uma pizza preparada de acordo com vários estilos desenvolvidos na cidade de Chicago. Pode se referir tanto às pizzas de massa funda ou recheadas, quanto às pizzas menos conhecidas de massa fina "estilo taverna".  A assadeira na qual a pizza de prato fundo é assada dá à pizza sua borda caracteristicamente alta, o que proporciona amplo espaço para grandes quantidades de queijo e um molho de tomate espesso. A pizza de prato fundo ao estilo de Chicago pode ser preparada dessa maneira ou recheada. A massa de pizza de crosta fina ao estilo de Chicago é enrolada para obter uma crosta mais fina e crocante do que outros estilos de crosta fina, e a pizza é cortada em quadrados em vez de fatias.      

## Prato fundo
A pizza de prato fundo ao estilo de Chicago foi inventada na Pizzeria Uno em Chicago, fundada por Ike Sewell e Richard Riccardo em 1943.    A receita original de Riccardo para uma pizza preparada em uma forma de torta ou forma de bolo foi publicada em 1945 e incluía uma massa feita com leite escaldado, manteiga e açúcar.  A cozinheira do restaurante, Alice Mae Redmond, mais tarde ajustou a receita para ser feita com água e azeite de oliva e um "condicionador de massa secreto" para fazê-la esticar melhor.   Nas décadas de 1960 e 1970, a bola de massa tornou-se maior para cobrir todos os lados da panela, com uma porcentagem de gordura maior.  Redmond trabalhou mais tarde na Gino's East, fundada em 1966, onde fez uma massa mais gordurosa, semelhante a um biscoito.  

Pizza de prato fundo
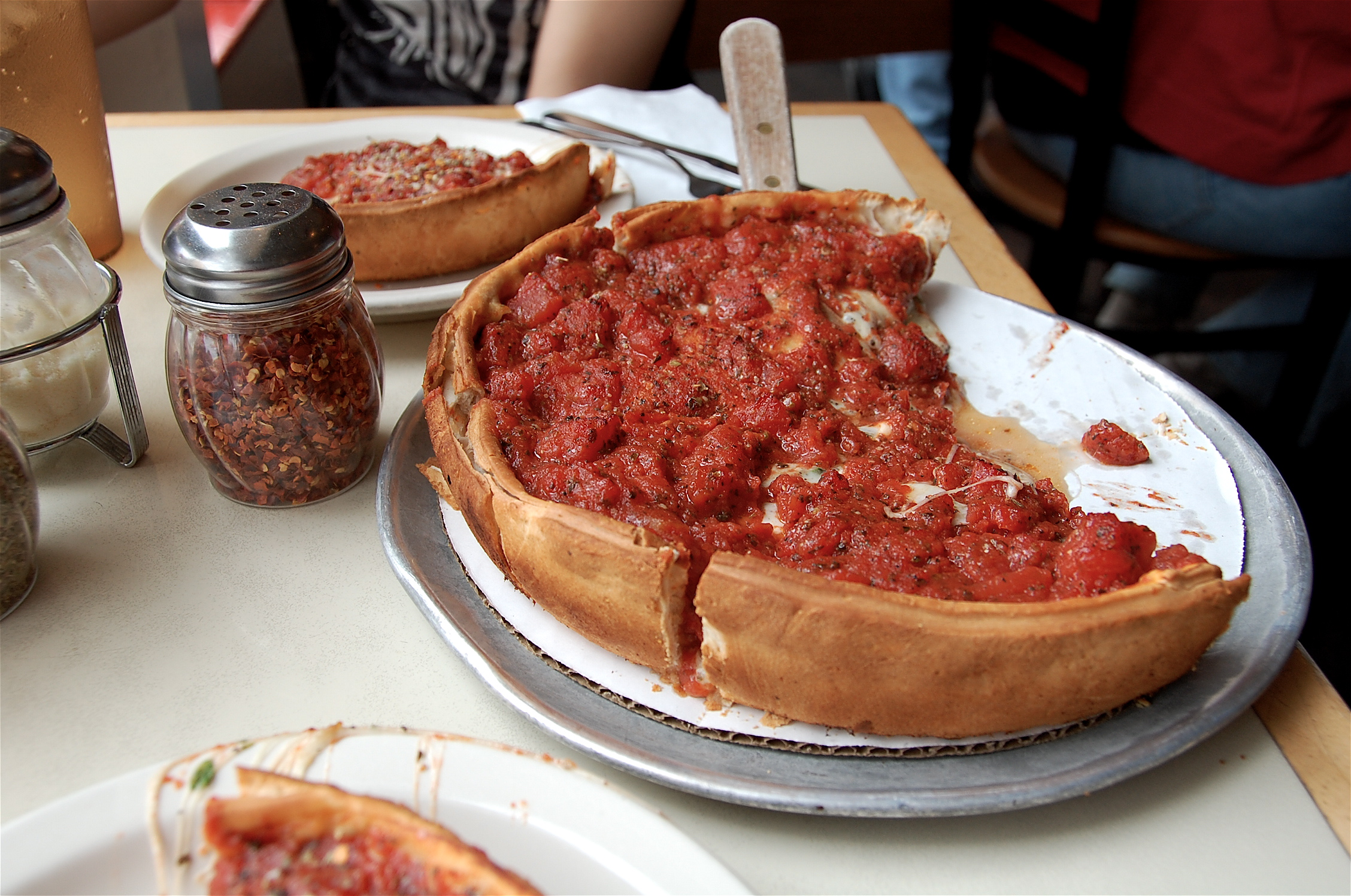
Uma pizza de prato fundo da Zachary's Pizza em Oakland, Califórnia
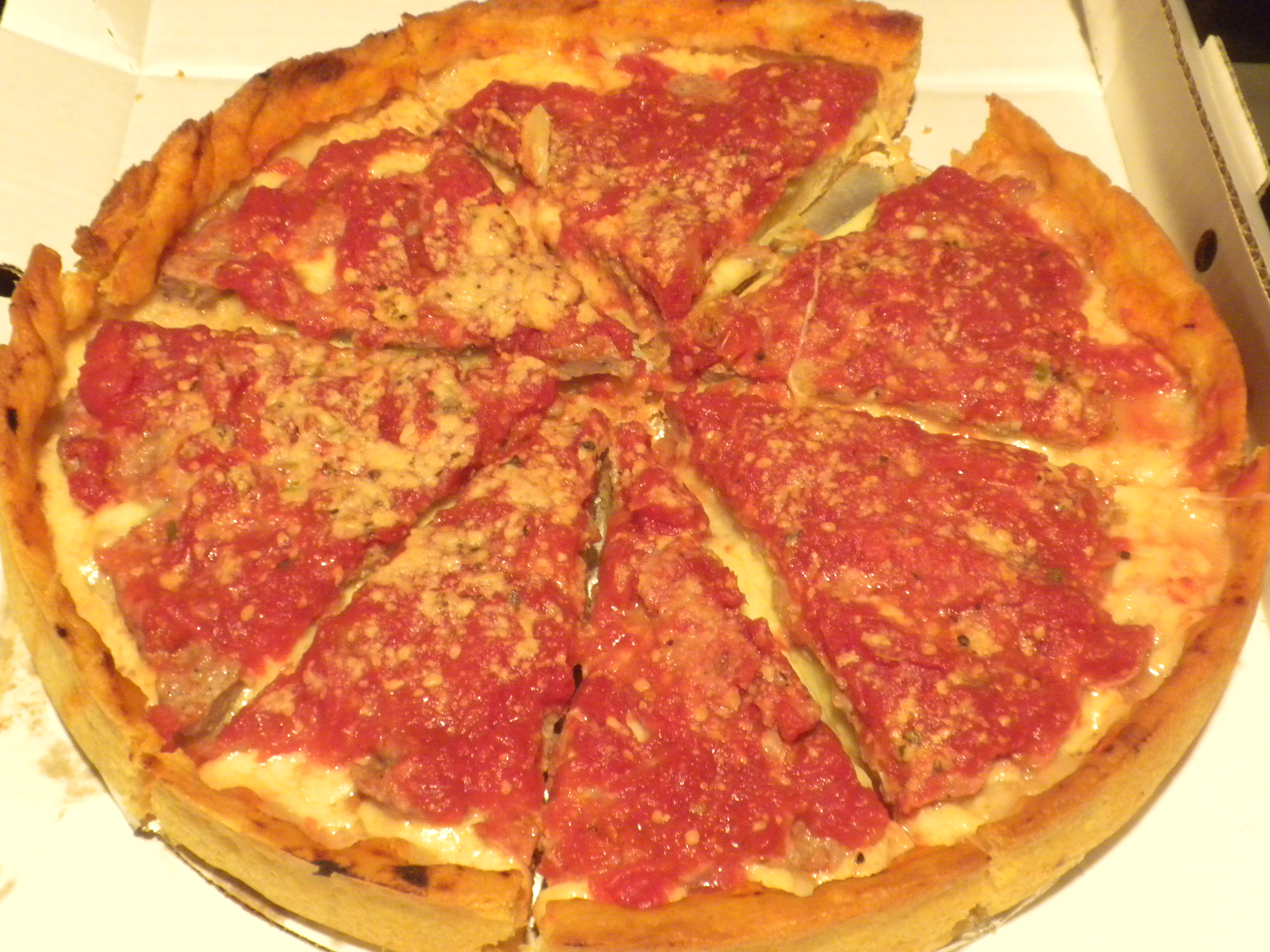
Pizza de prato fundo do Lou Malnati's

## Pizza recheada

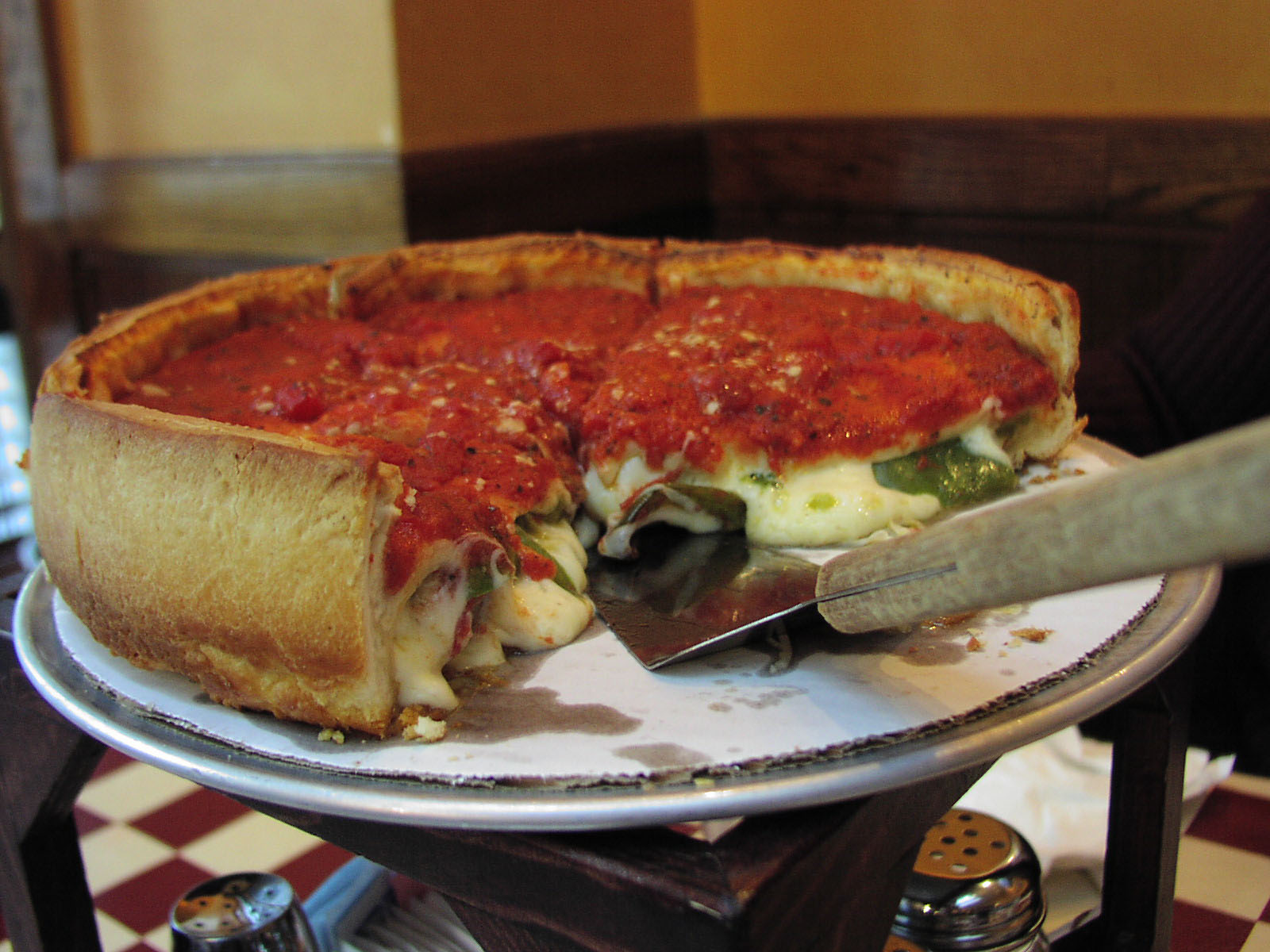
Pizza recheada do Giordano's

Em meados da década de 1970, duas redes de Chicago, Nancy's Pizza, fundada por Rocco Palese,  e Giordano's Pizzeria, operada pelos irmãos Efren e Joseph Boglio, começaram a experimentar pizza de prato fundo e criaram a pizza recheada.  Palese baseou sua criação na receita de scarcedda de sua mãe, uma torta de Páscoa italiana de sua cidade natal, Potenza, em Basilicata, no extremo sul da Península Itálica, mais comumente conhecida na Itália como pizza rustica Lucana.   As principais diferenças entre uma pizza recheada e uma pizza de prato fundo são que as pizzas recheadas são geralmente mais profundas, têm outra camada de massa cobrindo os recheios e têm mais queijo do que a pizza de prato fundo, enquanto a de prato fundo tende a ter mais molho. 